# Ouled Boughalem
Ouled Boughalem là một đô thị thuộc tỉnh Mostaganem, Algérie. Dân số thời điểm năm 2002 là 11.886 người.